# Kabinett Szydło

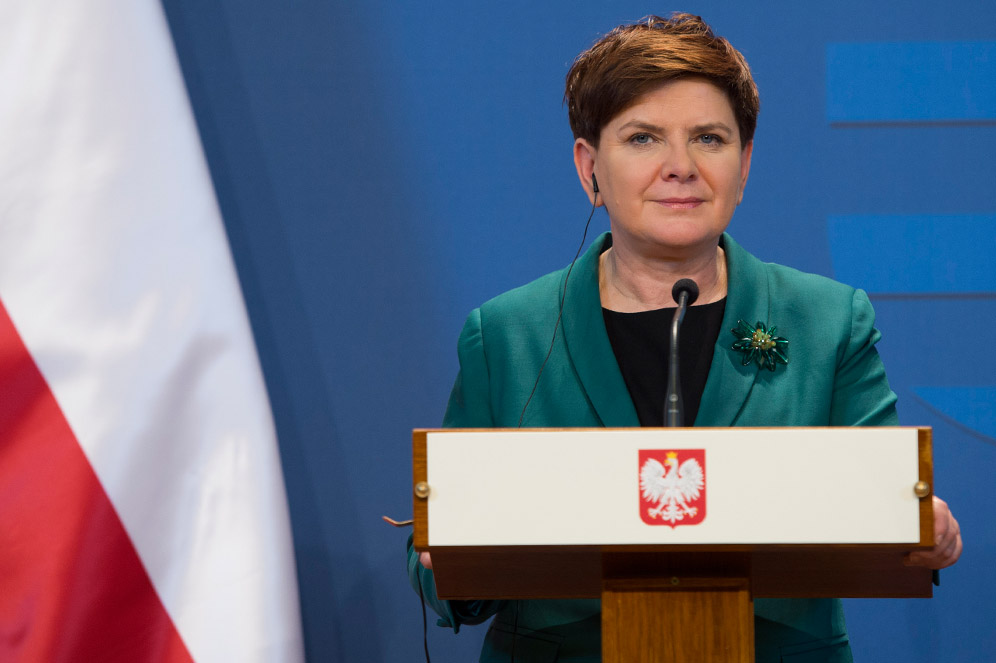
Ministerpräsidentin Beata Szydło, 2016

Das Kabinett Szydło bildete infolge der Parlamentswahl im Oktober 2015 vom 16. November 2015 bis zum 11. Dezember 2017 unter der Leitung von Beata Szydło die Regierung der Republik Polen.

## Regierungsparteien
Die rechten Parteien Prawo i Sprawiedliwość, Solidarna Polska und Polska Razem sind zusammen angetreten, wobei alle Kandidaturen unter der Wahlliste der PiS erfolgten. Diese Übereinkunft zum gemeinsamen Auftreten bei der Parlamentswahl trafen die jeweiligen Parteivorsitzenden Jarosław Kaczyński, Zbigniew Ziobro sowie Jarosław Gowin bereits im Sommer 2014. Jarosław Gowin trat im August 2021 nach einem Verwürfnis mit der PiS aufgrund eines umstrittenen neuen Rundfunkgesetzes, welches er ablehnt, aus dem Kabinett aus. Die PiS-Vereinigung erreichte die absolute Mehrheit im Sejm (Unterhaus) sowie im Senat (Oberhaus), folglich war keine Koalition mit einer anderen wahlwerbenden Partei notwendig. Im November 2017 gründete Gowin die um andere konservativ-liberale Kreise erweiterte Partei Porozumienie, die seitdem die Vorgängerpartei Polska Razem innerhalb des Regierungslagers ersetzt.
Die 227 von 460 erreichten Mandate im Sejm sind den drei Wahlsiegern1 wie folgt zuzuordnen:
| Partei | Partei                                               | Ausrichtung                       | Abgeordnete | Kabinettsmitglieder | Parteichef         |
| ------ | ---------------------------------------------------- | --------------------------------- | ----------- | ------------------- | ------------------ |
|        | Prawo i Sprawiedliwość (PiS) Recht und Gerechtigkeit | konservativ, nationalkonservativ  | 217/227     | 19                  | Jarosław Kaczyński |
|        | Solidarna Polska (SP) Solidarisches Polen            | nationalkonservativ, EU-skeptisch | 9/227       | 2                   | Zbigniew Ziobro    |

Erläuterung:1 Ein weiterer Sitz entfällt auf die Prawica Rzeczypospolitej, dessen Abgeordneter jedoch fraktionslos geblieben ist.

## Zusammensetzung des Ministerrats
| Position                           | Ministerium/Amt                                    | Name                  | Partei    | Amtsantritt    | Amtsabtritt    |
| ---------------------------------- | -------------------------------------------------- | --------------------- | --------- | -------------- | -------------- |
| Ministerpräsidentin                |                                                    | Beata Szydło          | PiS       | 16. Nov. 2015  | 11. Dez. 2017  |
| Vize-Ministerpräsident             | Kultur und nationales Erbe                         | Piotr Gliński         | PiS       | 16. Nov. 2015  | 11. Dez. 2017  |
| Vize-Ministerpräsident             |                                                    | Jarosław Gowin        | P         | 16. Nov. 2015  | 11. Dez. 2017  |
| Vize-Ministerpräsident             | Wirtschaftliche Entwicklung                        | Mateusz Morawiecki    | PiS       | 16. Nov. 2015  | 11. Dez. 2017  |
| Vize-Ministerpräsident             | Finanzen                                           | Mateusz Morawiecki    | PiS       | 28. Sept. 2016 | 11. Dez. 2017  |
| Minister                           | Finanzen                                           | Paweł Szałamacha      | PiS       | 16. Nov. 2015  | 28. Sept. 2016 |
| Minister                           | Verteidigung                                       | Antoni Macierewicz    | PiS       | 16. Nov. 2015  | 11. Dez. 2017  |
| Minister                           | Äußeres                                            | Witold Waszczykowski  | PiS       | 16. Nov. 2015  | 11. Dez. 2017  |
| Minister                           | Inneres und Verwaltung                             | Mariusz Błaszczak     | PiS       | 16. Nov. 2015  | 11. Dez. 2017  |
| Minister                           | Justiz                                             | Zbigniew Ziobro       | SP        | 16. Nov. 2015  | 11. Dez. 2017  |
| Minister                           | Generalstaatsanwalt                                | Zbigniew Ziobro       | SP        | 4. März 2016   | 11. Dez. 2017  |
| Minister                           | Meereswirtschaft und Binnenschifffahrt             | Marek Gróbarczyk      | PiS       | 16. Nov. 2015  | 11. Dez. 2017  |
| Minister                           | Staatsvermögen                                     | Dawid Jackiewicz      | PiS       | 16. Nov. 2015  | 15. Sept. 2016 |
| Minister                           | Leiter des ständigen Ausschusses des Ministerrates | Henryk Kowalczyk      | PiS       | 16. Nov. 2015  | 11. Dez. 2017  |
| Ministerin                         | Digitalisierung                                    | Anna Streżyńska       | parteilos | 16. Nov. 2015  | 11. Dez. 2017  |
| Minister                           | Energie                                            | Krzysztof Tchórzewski | PiS       | 16. Nov. 2015  | 11. Dez. 2017  |
| Ministerin (ohne Geschäftsbereich) |                                                    | Elżbieta Witek        | PiS       | 16. Nov. 2015  | 11. Dez. 2017  |
| Ministerin                         | Nationale Bildung                                  | Anna Zalewska         | PiS       | 16. Nov. 2015  | 11. Dez. 2017  |
| Minister                           | Infrastruktur und Bau                              | Andrzej Adamczyk      | PiS       | 16. Nov. 2015  | 11. Dez. 2017  |
| Ministerin                         | Familie, Arbeit und Soziales                       | Elżbieta Rafalska     | PiS       | 16. Nov. 2015  | 11. Dez. 2017  |
| Minister                           | Umwelt                                             | Jan Szyszko           | PiS       | 16. Nov. 2015  | 11. Dez. 2017  |
| Minister                           | Landwirtschaft und ländliche Entwicklung           | Krzysztof Jurgiel     | PiS       | 16. Nov. 2015  | 11. Dez. 2017  |
| Minister (ohne Geschäftsbereich)   | Koordinator der Geheimdienste                      | Mariusz Kamiński      | PiS       | 16. Nov. 2015  | 11. Dez. 2017  |
| Ministerin (ohne Geschäftsbereich) | Kanzleileiterin                                    | Beata Kempa           | SP        | 16. Nov. 2015  | 11. Dez. 2017  |
| Minister                           | Sport und Tourismus                                | Witold Bańka          | PiS       | 16. Nov. 2015  | 11. Dez. 2017  |
| Minister                           | Gesundheitswesen                                   | Konstanty Radziwiłł   | PiS       | 16. Nov. 2015  | 11. Dez. 2017  |

## Mediale Reaktionen

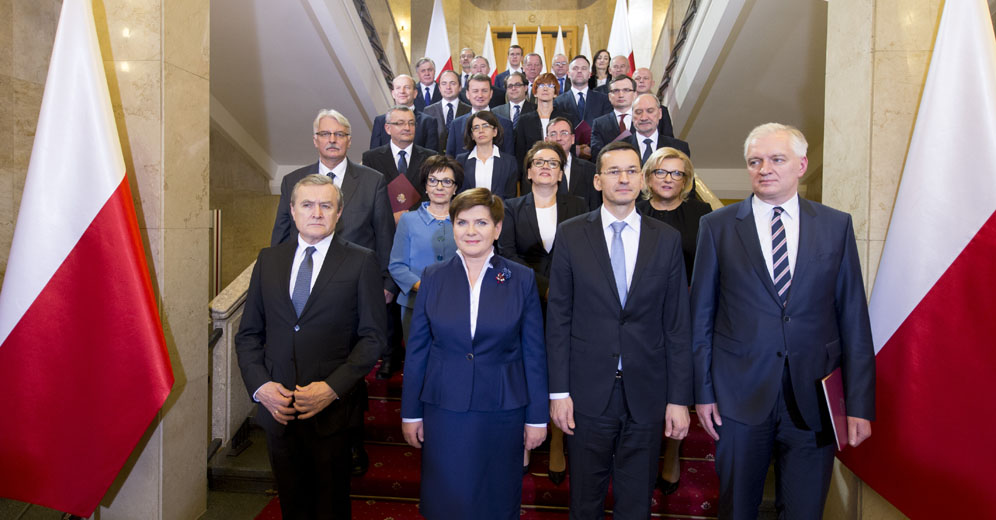
Präsentation der Regierung

Polnische Medien thematisierten stark die Ernennung von Antoni Macierewicz zum Verteidigungsminister, einerseits, weil er eine kontroverse Persönlichkeit darstellt, andererseits, weil Szydło zuvor mehrmals angekündigt hatte, den gemäßigten Jarosław Gowin auf diesen Posten zu setzen. Der Tagesspiegel kritisierte den neuen Verteidigungsminister als „überaus umstrittenen“ Politiker. Zwar betonte die Zeitung, dass Macierewicz in der Zeit des Kommunismus eine „glänzende Dissidentenkarriere“ hinter sich gehabt habe, jedoch ab 1992 mehrere Kontroversen auslöste. So hatte Macierewicz Lech Wałęsa der Stasi-Mitarbeit bezichtigt, was damals die ganze Regierung zum Sturz brachte. Des Weiteren soll er 2002 bei Radio Maryja die gefälschten Protokolle der Weisen von Zion als interessant und „teilweise mit der Wahrheit übereinstimmend“ bezeichnet haben. Der Sprecher Macierewiczs nannte diese Anschuldigungen eine Lüge und forderte daraufhin Entschuldigungen.
Positiv fasste die linksliberale Gazeta Wyborcza den ehemaligen Vorstandsvorsitzenden der Bank Zachodni WBK und amtierenden Entwicklungsminister Mateusz Morawiecki auf und beschrieb ihn mit den Worten „Vom Revolutionär zum Millionär und Vizepremier“. Der Bürgermeister von Wrocław Rafał Dutkiewicz beschrieb Morawiecki als Fachmann. Nach dem Systemwechsel habe er sich beispielsweise mit der Veröffentlichung von Mitarbeitern der Służba Bezpieczeństwa profiliert.
Die Welt am Sonntag berichtete, die Regierung baue unter Szydło in den ersten Monaten ihrer Amtszeit das Land zu einem autoritären Staat um. In der Folge kam es immer wieder zu Protesten gegen die Politik der Regierung. Einen Höhepunkt stellte die Selbstverbrennung von Piotr Szczęsny dar, der Szydło und der PiS unter anderem vorwarf, Bürgerrechte einzuschränken, die Verfassung zu brechen und die unabhängige Justiz zu zerstören. Er übergoss sich mit einer brennbaren Flüssigkeit vor dem Kulturpalast und setzte sich selbst in Flammen, was aufgrund der schweren Verletzungen zehn Tage danach zu seinem Tod und zu zahlreichen Manifestationen im ganzen Land führte.